# Jaroslav Evdokimov
Jaroslav Evdokimov, (Ярослав Олександрович Євдокимов), född 22 november 1946 i Rivne, Ukrainska SSR, Sovjetunionen, är en ukrainsk sångare (baryton).

## Honors
- 17.04.1980 - Den hedrade artisten av Vitryssland
- 13.07.1987 - Den folkliga artisten av Vitryssland
- 15.02.2006 - Den hedrade artisten av Ryssland[2]